# Kankelibranchus
Kankelibranchus Ortea, Espinosa & Caballer, 2005 è un genere di molluschi nudibranchi della famiglia Polyceridae. È l'unico genere della sottofamiglia Kankelibranchinae.

## Tassonomia
Il genere comprende due specie:
- Kankelibranchus alhenae Ortea, Espinosa & Caballer, 2005
- Kankelibranchus incognitus Ortea, Espinosa & Caballer, 2005